# Orde van Osmanie

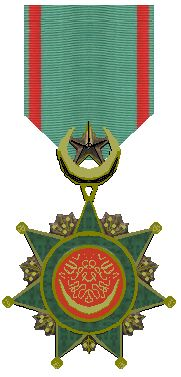
Vierde Klasse

De Orde van Osmanie (Turks: "Nishan-i-Osmania" of "Nishani Osmani") men kan het vertalen als "Orde van het Turkse Rijk" maar meestal wordt de naam onvertaald gelaten, werd op 9 december 1861 door sultan 'Abdu'l-Aziz Khan I gesticht.
Deze orde, vergelijkbaar met de Europese orden van verdienste werd in drie, later in vijf graden aan tal van Britse officieren in Egypte en de Soedan en later ook aan Duitse en Oostenrijks-Hongaarse officieren toegekend. In 1867 werd ook een Eerste Graad "met briljanten" ingesteld.
De orde nam de plaats in van de Orde van de Glorie en werd voor verdienste als ambtenaar of militair verleend. Dames konden niet worden onderscheiden maar er zijn uitzonderingen gemaakt. Volgens het protocol was de Orde van Osmanie de "tweede orde van het keizerrijk".

## De graden
De orde had vijf graden en werd voor voortreffelijke, men spreekt ook van "eminente", militaire en burgerlijke verdiensten verleend.

De orde komt daarmee voor de Orde van Mejidie die voor verdienste werd toegekend. In Turkije vermeed men de typisch Europese aanduidingen als "ridder" en "commandeur" omdat deze in de Mohammedaanse wereld geen passend equivalent hebben en uit de kruisvaardersorden afkomstig zijn.
De Ottomaanse orden zijn daarom in vijf klassen, corresponderend met het in de diplomatie gebruikelijke model, verdeeld.
- Eerste Klasse met briljanten

Deze Eerste Klasse komt overeen met een bijzondere graad van het grootkruis zoals die in Europese landen wordt uitgereikt aan regeringsleiders en vorstelijke personen.
Men droeg een kleinood aan een breed lint over de rechterschouder en de met diamanten bezette ster.
- Eerste Klasse

Deze Eerste Klasse komt overeen met een grootkruis zoals men dat aan ministers, generaals en ambassadeurs uitreikt. Er mochten volgens de statuten niet meer dan 50 grootkruisen worden benoemd maar daarbij werden vreemdelingen buiten beschouwing gelaten.
Men droeg een kleinood aan een breed lint over de rechterschouder en de zilveren ster.
- Tweede Klasse

Deze Tweede Klasse komt overeen met de rang van grootofficier in een Europese orde. Staatssecretarissen, gouverneurs en luitenants-generaal komen volgens het protocol voor deze graad in aanmerking. Men droeg een kleinood aan lint om de hals en de zilveren ster. Er mochten volgens de statuten niet meer dan 200 grootofficieren worden benoemd maar daarbij werden vreemdelingen buiten beschouwing gelaten.
- Derde Klasse

De Derde Klasse komt overeen met de graad van officier in een Europese orde.
Hoge ambtenaren, consuls-generaal, burgemeesters van grote steden en kolonels komen volgens het protocol voor deze graad in aanmerking. Men droeg een kleinood aan lint met rozet op de linkerborst.
Er mochten volgens de statuten niet meer dan 1000 Officieren worden benoemd maar daarbij werden vreemdelingen buiten beschouwing gelaten.
- Vierde Klasse

De Vierde Klasse komt overeen met de graad van ridder in een Europese orde.
Hogere ambtenaren, consuls, burgemeesters en officieren komen volgens het protocol voor deze graad in aanmerking. Men droeg een kleinood aan lint op de linkerborst. Er mochten volgens de statuten niet meer dan 2000 Ridders worden benoemd maar daarbij werden vreemdelingen buiten beschouwing gelaten.
Opvallend is het ontbreken van de in ridderorden gebruikelijke graad van commandeur.

## De versierselen
Het kleinood is een groen geëmailleerde zilveren ster met zeven punten en een ster en halve maan als verhoging. In het midden is bij de lagere graden op een donkerrood medaillon een fraai gekalligrafeerde Arabische tekst boven een zilveren halve maan aangebracht. De tekst luidt: "Vertrouwend op de almachtige God, Abdulaziz Khan, soeverein van het Ottomaanse Rijk". Bij de hogere graden is het medaillon van goud.
De keerzijde is gelijk aan de voorkant maar heeft een zilveren medaillon waarin een trofee met het jaartal 699, de val van Constantinopel in de Arabische tijdrekening, is afgebeeld.
De ster werd op de borst gedragen en droeg het medaillon op zeven zilveren stralenbundels. De ster van de grootkruisen is tien centimeter breed, de grootofficieren droegen een ster met een diameter van negen centimeter. Op de keerzijde van de ster staat altijd een ingeslagen gehaltestempel.
Men droeg het kleinood aan een groen lint met smalle rode strepen langs de rand. De in 1915 ingestelde militaire klasse van deze orde kenmerkt zich door de twee zilveren dolken die op de ster zijn gelegd. Een op de twintig sterren draagt deze sabels.
In Turkije mochten 50 grootkruisen, 200 grootofficieren, 1000 officieren en 2000 ridders worden benoemd. Men kon in principe de Eerste Klasse of Grootkruis niet ontvangen wanneer men niet eerst de Eerste Klasse van de Orde van Mejidie had gekregen. Deze bepalingen werden door Abdulhamid II genegeerd. De absolute heerser over het Turkse Rijk verleende duizenden sterren van deze orde.
Er zijn kleinoden die geen zeven groene armen maar acht zilveren armen en een rode ring hebben. Misschien gaat het om de allereerste versierselen maar het kan ook particulier maakwerk uit de tijd van het Ottomaanse Rijk gaan.
Ook op  zijn achtpuntige sterren met rode ring te zien.